# Johannes Fibiger
Pour les articles homonymes, voir Fibiger.
Johannes Andreas Grib Fibiger (23 avril 1867 à Silkeborg (Danemark) - 30 janvier 1928 à Copenhague) est un médecin danois.
Il est lauréat du prix Nobel de physiologie ou médecine 1926 décerné exceptionnellement un an plus tard.

## Biographie
Ses ancêtres étaient des musiciens, émigrés d'Allemagne au Danemark vers 1680. Son père, Christian Fibiger, était médecin et meurt en 1873, alors que son fils Johannes n'avait que six ans. Sa mère le délaissa, et il fut élevé par son oncle, dont le fils adoptif Karl Gjellerup obtint le prix Nobel de littérature 1917.
Il fait ses études de médecine à l'Université de Copenhague, il est docteur en médecine en 1890 et en bactériologie en 1895.
Ses premiers travaux portent sur la diphtérie. Il s'oriente ensuite vers l'anatomie pathologique, dont il obtient la chaire en 1900. Il développe l'histopathologie au Danemark, et montre l'importance de la tuberculose bovine chez l'homme, ce qui était contesté par Robert Koch.
En 1907, il est membre du comité du cancer de l'Association médicale danoise, et nommé docteur honoris causa de la Sorbonne vers 1925-1926.
Il tombe malade lors de la cérémonie de remise de son prix Nobel de médecine, le 10 décembre 1927, et meurt un mois plus tard, le 30 janvier 1928, à l'âge de 60 ans, d'un cancer du côlon.

## Prix Nobel 1926
En 1926, pour la deuxième fois consécutive, le prix Nobel de physiologie ou médecine n’est pas décerné. En 1927, deux prix sont remis, le prix Nobel de physiologie ou médecine 1927 et le prix 1926, remis donc exceptionnellement un an après, dont il sera lauréat « pour sa découverte de Spiroptera carcinoma », nématode auquel il attribuait un rôle dans la cancérogenèse, dans le cadre de recherches sur le cancer menées à l'Institut d'anatomie pathologique de Copenhague, dont il est le directeur. Le prix 1925 ne sera jamais décerné.
Ultérieurement, on s'aperçut que la cause des cancers étudiés par Fibiger était en réalité une carence en vitamine A et non la présence de vers nématodes. L'étude portait sur une population de rats et Fibiger n'avait pas pris la précaution de comparer avec des échantillons témoins, ce qui constitue une flagrante erreur de méthode. Son erreur a été mise au jour par le Britannique Richard Passey, puis confirmée par une équipe américaine en 1952.